# Nintendo Switch Sports
Nintendo Switch Sports (ニンテンドースイッチスポーツ Nintendō Suitchi Supōtsu?) es un videojuego de simulación de deportes desarrollado y distribuido por Nintendo para la plataforma Nintendo Switch. Esta es la última edición de la serie de juegos Wii y el cuarto título de la subserie Wii Sports, así como el primero en reemplazar el título "Wii".El juego fue lanzado al mercado el 29 de abril de 2022 y recibió críticas mixtas. Nintendo Switch Sports ha vendido más de 15,74 millones de copias a fecha de 31 de diciembre de 2024, convirtiéndolo en uno de los juegos de Nintendo Switch más vendidos. Incluye ocho deportes: voleibol, bádminton, bolos, golf, fútbol,  combate de espadas o chambara, ténis y baloncesto.

## Jugabilidad
Nintendo Switch Sports está ambientado en unas instalaciones deportivas ficticias, llamadas Spocco Square, las cuales contienen tres deportes de previas ediciones (ténis y bolos de Wii Sports y combate con espadas de Wii Sports Resort; este último se llama chambara dentro del juego) y tres nuevos deportes (fútbol, voleibol, y bádminton). Otro deporte de una edición anterior, el golf, se anunció y añadió como una actualización gratuita el 29 de noviembre de 2022. Durante la emisión del Nintendo Direct de junio de 2024, Nintendo anunció la adición de baloncesto (ya presente en Wii Sports Resort), que fue lanzada como actualización gratuita el 10 de julio.
Los jugadores utilizan los Joy-Con de Nintendo Switch de manera similar a otros juegos de Wii Sports, posicionándolos simulando practicar el deporte. La funcionalidad del giroscopio de los Joy-Con se utiliza para simular el movimiento en el juego, al igual que en el caso del Wii Remote (y ocasionalmente, el Nunchuck) para simular el movimiento en previas ediciones.
Además de los Miis, se añadieron nuevos avatares llamados "sportsmates" ("compañeros de deporte, en español), los cuales tienen caras y cabello más detallados, así como brazos y piernas. Adicionalmente, el accesorio Leg Strap, creado para Ring Fit Adventure, se incluye en la edición física del juego, siendo utilizable para jugar fútbol. En el momento de lanzamiento, el leg strap solo funcionaba para el modo de juego "shootout" para fútbol. En la actualización de julio de 2022, el leg strap puede utilizarse para todos los tipos de partidos de fútbol.
El juego tiene multijugador disponible, tanto localmente como en línea. El emparejamiento de jugadores local permite que participen hasta cuatro jugadores, de manera similar a ediciones anteriores de la saga. El modo en línea permite hasta dos jugadores locales, que pueden participar en el emparejamiento en línea.

## Desarrollo
El juego se anunció en un Nintendo Direct el 9 de febrero de 2022, siendo su lanzamiento el 29 de abril del mismo año. El 15 de febrero, se habilitó el registro para participar en una prueba de juego en línea gratuita para comprobar funcionalidad y estabilidad, solo disponible para aquellos jugares con suscripción a Nintendo Switch Online. La prueba tuvo lugar en horarios específicos entre el 18 y el 20 de febrero.
Takayuki Shimamura, quien dirigió todos los juegos de la serie Wii Sports, volvió a este título como productor. Por otra parte, Yoshikazu Tamashita participó como director, quien ya fue director de Wii Sports y Wii Sports Resort. El proyecto comenzó poco después del lanzamiento del sistema Nintendo Switch. Yoshiaki Koizumi, director general adjunto de Nintendo EPD, y productor general de Nintendo Switch, llamó a Yamashita y le solicitó el desarrollo de un título de la serie Wii Sports. Según Yamashita, el 90% de los miembros del equipo de desarrollo eran miembros nuevos, los cuales no formaron parte del desarrollo de títulos anteriores.
El desarrollo de contenido post-lanzamiento tuvo complicaciones. En septiembre de 2022, Nintendo anunció que el modo de juego de golf, cuyo lanzamiento previsto anteriormente en otoño de 2022, se retrasaría a invierno.En octubre de 2022, se publicó una actualización contra el uso de trucos en partidas en línea; sin embargo, incluía un bug que rompía el juego tanto en modo en línea como offline. Esto obligó a Nintendo a paralizar la distribución de la actualización y desconectar los servidores de internet hasta encontrar una solución.

## Recepción
Según el agregador de reseñas Metacritic, el juego recibió críticas "mixtas o medias" tras su lanzamiento.
Nintendo World Report elogió los minijuegos, por ser fáciles de aprender, pero criticó los controles de movimiento con los Joy-Con, diciendo que había "eliminado un poco de variedad y matices". GamesRadar+ valoró positivamente el nuevo minijuego de fútbol, siendo "brillantemente caótico cuando otro jugador participa en multijugador local". Según The Guardian, el juego es disfrutable en familia, aunque en el minijuego de voleibol "el ritmo es lento y los movimientos demasiado obvios". VG247 afirmó que los movimientos de cada juego capturaban las sensaciones de los deportes, aunque si solo fuese aproximaciones.
Game Informer disfrutó del sistema de desbloqueo de equipamiento, afirmando que "este sistema de progresión sencillo me mantuvo entretenido y con ganas de volver a sumergirme en la acción". Por el contrario, Destructoid criticó negativamente el juego por estar demasiado centrado en la modalidad en línea con, "todos los sistemas de recompensa del juego están directamente relacionados con el modo en línea.... para un juego que genera dinero en el juego local, esto parece una decepción". IGN destacó la flexibilidad del badminton y llamó la atención de su uso de HD Rumble, diciendo que los Joy-Con pierden "un feedback háptico preciso que pueda sentir en mi mano cada vez que la raqueta conecta con el volante para crear una sensación satisfactoria de *ting*". A The Verge no le gustó la simplicidad de los deportes basados en raqueta: "Los juegos siguen siendo divertidos, pero me hubiera gustado tener más estrategia para jugarlos que 'mover el brazo y rezar'". El Washington Post consideró que el compañero de IA podía hacer que el voleibol fuera demasiado fácil y escribió que "podía sortear casi cualquier cosa para rescatarme. No creo que haya perdido nunca realmente a menos que fallara por completo un intento".
Nintendo Life escribió que el juego sufría de una falta de contenido fuera de los deportes principales: "si quieres jugar uno de los seis deportes, estas de suerte. Si quieres algo más emocionante, es bastante probable que te quedes con las ganas. A nosotros nos ocurrió". GameSpot criticó la falta de opciones para un jugador, diciendo "rápido empezó a sentirse repetitivo... Si jugar a Nintendo Switch Sports con otras personas es una experiencia colectiva alegre, jugar solo es una deprimentemente solitaria. Polygon comentó que el juego captura la alegría de los Wii Sports originales pero, advirtió que los controles de movimiento se sienten como un retroceso respecto a Resort.

### Ventas
El juego vendió cerca de 190 000 unidades en su primera semana en Japón, encabezando las listas de ventas semanales. De manera similar, también encabezó las listas de Reino Unido, Corea del Sur y Taiwán. En los Estados Unidos, fue el quinto juego más vendido en abril, de acuerdo solo con ventas de ediciones físicas, y siendo el segundo mejor lanzamiento del mes, por detrás de Lego Star Wars: The Skywalker Saga.
Nintendo Switch Sports ha vendido más de 13,11 millones de unidades a fecha del 31 de marzo de 2024.
El juego fue nominado a mejor juego familiar en la edición de premios BAFTA de videojuegos de 2022, entregados por la Academia Británica de las Artes Cinematográficas y de la Televisión. También fue nominado a mejor juego familiar en la edición de 2022 de los The Game Awards.